# Боярский, Михаил Сергеевич
Михаи́л Серге́евич Боя́рский (род. 26 декабря 1949, Ленинград, СССР) — советский и российский актёр театра, кино, телевидения, озвучивания и дубляжа, певец, музыкант и телеведущий; народный артист РСФСР (1990).
С 1988 года по 2007 год — художественный руководитель созданного им театра «Бенефис» в Санкт-Петербурге.

## Биография
Родился 26 декабря 1949 года в Ленинграде (ныне Санкт-Петербург) в семье актёров Театра имени Комиссаржевской Сергея Александровича Боярского (1916—1976) и Екатерины Михайловны Мелентьевой (1920—1992). Внук обновленческого митрополита Ивановского и Кинешемского Александра Боярского. Первые восемь лет жил с родителями по адресу: Ленинград, ул. Гончарная, дом 17, квартира 21 (коммуналка на 4 семьи). Номер телефона — А4-64-12.

«Мне в жизни всегда не хватало комфорта. Мы с родителями жили на Гончарной улице в коммуналке, в шестиметровой комнате впятером, с крысами, с холодной водой, в отсутствии стола, стульев», — вспоминал Боярский (в другом интервью Боярский вспоминал, что в комнате была печка, буфет, круглый стол и телефон).— 
 Позже переехали в двухкомнатную квартиру в другом районе города.
Вместо обычной школы учился в музыкальной школе при Консерватории по классу фортепиано. По словам Михаила Боярского, учиться музыке ему не нравилось, поэтому он не поступал дальше в консерваторию.
После школы поступил в Ленинградский государственный институт театра, музыки и кинематографии (курс Л. Ф. Макарьева), окончив который в 1972 году, попал на прослушивание к режиссёру Театра имени Ленсовета Игорю Петровичу Владимирову и был принят в труппу. Начал театральную карьеру с участия в массовке — в спектакле «Преступление и наказание» по Ф. М. Достоевскому, где он играл студента. Гораздо бо́льшую популярность принесла Михаилу Боярскому главная роль Трубадура в мюзикле Г. Гладкова «Трубадур и его друзья»; Принцессу в нём сыграла Лариса Луппиан, вскоре ставшая его женой. В Театре Ленсовета работал до 1986 года и сыграл во многих постановках И. Владимирова той поры. Во время службы в театре вербовался КГБ, но отказался.
В 1973 году пробовался на главную роль в «Романсе о влюблённых», но режиссёр Андрей Кончаловский предпочёл Боярскому Евгения Киндинова. Боярского случайно заметили работники молдавской киностудии и пригласили в кинокартину «Мосты» (1973), где актёр снялся вместе с Михаем Волонтиром. Второй работой Боярского в кино стала эпизодическая роль итальянского тенора Нинарди в музыкальном водевиле Леонида Квинихидзе «Соломенная шляпка» (1974).
В 1974 году был призван в армию. Отслужил один год музыкантом (барабанщик) в музыкальном взводе 14-го отдельного пулемётно-артиллерийского полка, дислоцированного в посёлке Чёрная речка Всеволожского района Ленинградской области. 

### Актёрская карьера
Известность к нему пришла в 1975 году — после роли Сильвы в картине «Старший сын». Заметной стала также роль Волка в советско-румынской музыкальной сказке «Мама» (1976), хотя первоначально её должен был исполнять Николай Караченцов. Одной из лучших работ актёра стал Теодоро в музыкальном телефильме Яна Фрида «Собака на сене» (1977) по пьесе Лопе де Вега. Изначально же Боярский был утверждён в этой картине на роль второго плана — завистливого жениха красавицы Дианы маркиза Рикардо (эту роль сыграл Н. Караченцов), а на образ романтичного секретаря Теодоро претендовали одновременно Олег Даль и Олег Янковский.
Звёздный час Боярского настал в 1978 году с выходом телефильма Г. Юнгвальд-Хилькевича «Д’Артаньян и три мушкетёра», в котором он исполнил главную роль. Хотя вначале режиссёр планировал снять его в роли Рошфора, затем предложил на выбор — сыграть Атоса или Арамиса, а уже потом, по ходатайству композитора Максима Дунаевского, доверил роль д’Артаньяна. Благодаря д’Артаньяну и популярным песням из фильма слава актёра достигла невероятных высот, и впоследствии он сыграл эту роль в продолжениях фильма. Популярностью пользовались работы актёра в другой серии историко-костюмных фильмов, поставленных Светланой Дружининой — «Гардемарины, вперёд!» (1987) и «Виват, гардемарины!» (1991). До этого у Дружининой актёр сыграл главную роль в водевиле «Сватовство гусара» (1979) и пробовался на роль Луиса де Карраскиля в картине «Дульсинея Тобосская» (1980).
1 января 1979 года в Новогоднем «Голубом огоньке» исполнил дуэтом с начинающей певицей Ольгой Зарубиной песню «Так не должно быть» на стихи поэта Леонида Дербенёва и музыку Давида Тухманова.
В 1985 году развёлся с женой, чтобы «решить жилищный вопрос», но они продолжили жить вместе. Вновь поженились в 2009 году.
В 1987 году Боярский пробовался на роль графа Монте-Кристо в фильме Юнгвальд-Хилькевича «Узник замка Иф». 

В одном из интервью Боярский рассказал об этом: «Мой друг Георгий Юнгвальд-Хилькевич и Марк Захаров писали сценарий специально под меня. Но, прочитав его, я решил, что там ничего интересного нет, и отказался от главной роли, о чём не жалею и сейчас. Однако Юнгвальд-Хилькевич всё же упросил меня сыграть роль подлеца Фернана».— 
 Та же история повторилась и в 1989 году на съёмках картины «Искусство жить в Одессе», где изначально Юнгвальд-Хилькевич пригласил Боярского исполнить главную роль — Бени Крика, которую сам артист очень хотел сыграть. Однако в результате его сыграл Сергей Колтаков, а сам Боярский исполнил эпизодическую роль гипнотизёра Впоследствии, в начале 1990-х годов, во время съёмок фильма «Мушкетёры двадцать лет спустя» Георгий Юнгвальд-Хилькевич был вынужден срочно уехать лечиться в Америку, а Михаил Боярский некоторое время замещал его и снимал эту картину как режиссёр. Многие сцены в этой картине (философские диалоги д’Артаньяна с Атосом и Портосом) режиссёр включил в этот фильм исключительно по просьбе Боярского. В картинах-продолжениях о мушкетёрской эпопее — «Мушкетёры двадцать лет спустя» и «Тайна королевы Анны, или Мушкетёры тридцать лет спустя» все песни должен был исполнять сам Михаил Сергеевич, но, будучи на гастролях на Дальнем Востоке, он сорвал голос и не смог вовремя записать свои вокальные партии. По тем временам студийное время стоило очень дорого, а бюджет киногруппы был ограничен. И режиссёр предложил заполнить всё музыкальное пространство обоих фильмов одним исполнителем. По протекции поэта Леонида Дербенёва был приглашён Игорь Наджиев, который в августе 1991 года записал все песни сразу для двух картин — «Мушкетёры двадцать лет спустя» и «Тайна королевы Анны». Спустя пятнадцать лет после выхода картины продюсер Олег Чамин, который профинансировал съёмки следующей картины «Возвращение мушкетёров, или Сокровища кардинала Мазарини», решил отреставрировать «Тайну королевы Анны» и выпустить на DVD. И тогда режиссёр Георгий Юнгвальд-Хилькевич уговорил продюсера профинансировать для новой редакции третьего фильма о мушкетёрах также и перезапись песен Михаилом Боярским и Дмитрием Харатьяном.
Из всех сыгранных им ролей в кино самой своей любимой ролью Михаил Боярский называет Тартюфа в телевизионном музыкальном фильме «Тартюф», снятом режиссёром Яном Фридом в 1992 году.
В 1994 — 1996 годах Михаил Боярский вёл на телеканале «РТР» собственную программу «Домино Михаила Боярского» (режиссёр — Клара Фатова, автор сценария — Виктор Мальцев). Это была развлекательная музыкальная программа с шестью эстрадными номерами, интервью с отечественными мэтрами эстрады, театра и кино. Интервью у них брал Боярский, причём довольно оригинальным образом — пока горит сигарета. К тому же в передаче наряду с другими музыкальными номерами каждый раз звучали новые песни в исполнении Михаила Сергеевича и его рок-группы «Сильвер».

Сам Боярский рассказывал об этом так: «Была передача, которую я вёл в девяностых — «Домино», и наш музыкальный редактор Витя Мальцев к каждой передаче писал новую песню. Он был такой, очень мобильный. И были они либо пародийные, либо на злобу дня, либо ностальгического характера, но вписывающиеся в структуру передачи. Их там было, наверно, штук двадцать. И я не очень обращал на это внимание, потому что это была часть передачи. А не мои соображения по поводу музыки в телевизионном эфире, нет. В передаче они были уместны.»
После смерти Юрия Никулина в 1997 году был одним из ведущих телепередачи «Клуб „Белый попугай“». Уйдя из Театра имени Ленсовета в 1986 году, Михаил Боярский некоторое время играл Ривареса в рок-мюзикле Александра Колкера «Овод» в Ленинградском театре имени Ленинского комсомола, а затем в 1988 году создал и возглавил театр «Бенефис», спектакль которого, «Интимная жизнь» (по Н. Кауарду) в 1997 году получил приз на Международном Фестивале «Зимний Авиньон». В 2007 году театр «Бенефис» прекратил своё существование. С 1993 года неизменной частью имиджа Боярского стала широкополая чёрная шляпа, в которой он всегда появляется на публике (иногда вместо шляпы надевает пилотку, кепку или берет), хотя в 1980-е годы он лишь иногда показывался в шляпе на телевидении (в основном в музыкальных клипах). В документальном фильме «Первого канала» к 75-летию Михаила Сергеевича «Много лет я не сплю по ночам» супруга актёра Лариса Луппиан отметила, что шляпа окончательно закрепилась в образе Боярского тогда, когда тот начал терять волосы.
Последние несколько лет Михаил Боярский мало снимается в кино, так как считает предлагаемые ему роли неинтересными. Проживает в Санкт-Петербурге. Обладатель восьмикомнатной квартиры на Мойке. Член гильдии каскадёров. Постоянный член жюри фестиваля пародий «Большая разница в Одессе».
Участник различных телепередач: в частности, в 2003 году принял участие в программе «Слабое звено», посвящённой празднику 8 марта, где одержал победу.
В октябре 2018 года Боярский снялся в пятисерийном документальном фильме «Пока ещё мы вместе, или Мушкетёры сорок лет спустя» (режиссёр Вячеслав Каминский, автор сценария Максим Фёдоров), посвящённом созданию картин Георгия Юнгвальд-Хилькевича «Д’Артаньян и три мушкетёра», «Мушкетёры двадцать лет спустя», «Тайна королевы Анны, или Мушкетёры тридцать лет спустя» и «Возвращение мушкетёров, или Сокровища кардинала Мазарини». Премьера фильма состоялась 14 февраля 2020 года в Белом зале Центрального Дома кино.

Михаил Боярский, Вячеслав Каминский и Максим Фёдоров во время съёмок документального фильма «Пока ещё мы вместе, или Мушкетёры 40 лет спустя»,
16 октября 2018 года

В сентябре 2023 года Михаил Боярский стал голосом сети универсамов «Пятёрочка» в Санкт-Петербурге.
На протяжении многих лет самыми близкими своими друзьями считал композитора Виктора Резникова, музыкантов Владимира Ермолина и Георгия Широкова, а также актёров Владимира Балона и Валентина Смирнитского.

### Музыкальная карьера
В старших классах Боярский впервые услышал группу The Beatles и тут же решил освоить электрогитару и играть рок-н-ролл. В 1968 году, на третьем курсе института, Боярский вошёл в состав группы «Горизонт», откуда был приглашён на вакансию клавишника в состав ансамбля «Кочевники» (с 1969 по январь 1970 года, вместе с другом Георгием Широковым, позже ставшим Первой скрипкой в Симфоническом оркестре Мариинского театра) и писал для него песни.
Боярский обладает специфическим узнаваемым тембром голоса. Впервые с телевизионного экрана Боярский запел в 1975 году в картине «Новогодние приключения Маши и Вити» в образе дикого кота Матвея, где исполнил несколько композиций Геннадия Гладкова. По признанию Боярского именно Гладков его «слепил и сделал» как исполнителя песен. За время своей творческой деятельности Боярский записал более 350 песен, среди которых не только музыкальные номера из фильмов и спектаклей, но и песни, записанные для радио, телепередач, виниловых пластинок, сольных компакт-дисков, однако на концертах он исполняет не более тридцати из них (лишь самые известные и популярные — «Зеленоглазое такси», «Спасибо, родная!», «Городские цветы», «Всё пройдёт», «Листья жгут», «Дрессировщик», из фильмов про «Мушкетёров» и «Гардемаринов» и др.). Самыми любимыми своими песнями считает те, что написаны Максимом Дунаевским, Виктором Резниковым и Геннадием Гладковым а также песню «Дрессировщик», написанную в 1983 году специально для него Владимиром Пресняковым и Юрием Маликовым на стихи Игоря Шаферана. Песню «Всё пройдёт», которую Максим Дунаевский написал в соавторстве с поэтом Леонидом Дербенёвым, Боярский категорически не хотел записывать. Он сказал, что это не шлягер, а «непонятная лирика», и она не пойдёт во времена диско. Потребовались усилия со стороны авторов, Боярский, наконец, согласился, и «Всё пройдёт» стала песней года.
В 1986 году вышла пластинка «Лунное кино» на музыку Юрия Чернавского; с этой программой Боярский выступил в телепрограмме «Музыкальный ринг». 

Об этой пластинке артист рассказывал в интервью: «Чернавский писал музыку для фильма «Выше Радуги». После этого я говорю — давай запишем альбом. Всё это было у него в комнате: раскладушка, микрофон, синтезатор. И это было работы, ну, на неделю, наверно. Приходил Пресняков и что-то писал, я тоже что-то делал — идея выпустить в итоге пластинку была не моя. С Чернавским мы с миру по нитке насобирали песен на альбом — он написал «Лунное кино»; он очень сильно увлекался группой Yello и под её влиянием написал альбом. Для меня это был экспериментальный вариант — спасибо ему, что он пригласил, дал возможность похулиганить, но это не совсем то, к чему я стремился. А к чему я стремился — до того так и не получилось дойти.»
Песня «Сокольники» (музыка Владимира Мигули, стихи Ларисы Рубальской), которую Боярский записал 1986 году, стала гимном старинного парка «Сокольники». В том же 1986 году Михаил Сергеевич и его друг композитор Виктор Резников вместе со своими сыновьями Сергеем и Андреем записали легендарную песню «Динозаврики», которая тоже стала настоящим хитом. Клип на эту песню неоднократно демонстрировался в программе «Утренняя почта».
Боярский был одним из кумиров Виктора Цоя.
В ноябре 1987 года Михаил Сергеевич записал песню композитора Олега Кваши на стихи Валерия Панфилова «Зеленоглазое такси», которая со временем превратилась в его визитную карточку. Критики встретили эту композицию очень плохо. Музыкальная редколлегия Центрального телевидения отказала Боярскому исполнить хит на Всесоюзном телевизионном фестивале «Песня-88» с формулировкой «очень заунывная, невыразительная, вгоняющая в сон». Боярский несколько раз спел песню на концертах, но остался недоволен: зрителям «Зеленоглазое такси» очевидно «не заходило», так что эту вещь решено было убрать из репертуара. Но через определённое количество лет слушатели стали заваливать артиста записками с просьбой исполнить эту песню. Боярский, по собственному признанию, от этого шлягера очень устал, так как зритель не хочет слушать новые песни, а просит «Пора-пора-порадуемся» и «Зеленоглазое такси».

На эту тему актёр высказался так: «И я пою, хотя «Зеленоглазое такси» просто лютой ненавистью ненавижу! Песня очень медленная и длится почти шесть минут. Попробуйте потянуть «о-о-о» на пять минут. Будто волк какой-то воет и все жилы вытягивает! Я песню записал и забыл. Откуда она потом вылезла, сам не пойму. Но любят у нас подвыть, что делать»
А в 2001 году Михаил Сергеевич получил за песню «Зеленоглазое такси» музыкальную премию «Золотой граммофон», одну из самых престижных в стране.
С 1994 года Михаил Боярский начал активно сотрудничать с петербургским композитором и поэтом Виктором Мальцевым. В течение нескольких лет был ведущим телевизионных передач «„Домино“ Михаила Боярского» (1994—1996) и «Боярский двор» (1997—1998) по сценариям Мальцева. Кроме того, Боярский записал более двадцати песен Виктора, которые вошли в два его сольных компакт-диска «Дорога домой» и «Графский переулок». Композиция Мальцева «Петербург моего одиночества» в исполнении Боярского вошла в тридцатку лучших песен о Санкт-Петербурге. 

 О сотрудничестве и дружбе с Мальцевым рассказал сам актёр: «Я могу сказать точно, что после смерти Вити Резникова я не записал ни одной песни. Первая песня, которую я записал после песни „Спасибо, родная!“, была „За д’Артаньянов“. Два года я вообще находился в молчании и не потому, что не хотел… Просто была пустота, которую было нечем заполнить. Огромное количество композиторов, но как-то не рвалась душа на запись, а Витя Мальцев помог мне обрести силы, вернуться из пустоты домой… Знакомство с Витей Мальцевым меня здорово обогатило»— .
В 1995—2002 годах Боярский играл в созданной им совместно с музыкантом Владимиром Ермолиным группе «Сильвер», вдохновлённой дуэтом Леннон — Маккартни В 1995 году в составе группы «Сильвер» Боярский записал музыкальный альбом.
Весной 1996 года Михаил Боярский (как автор) совместно с композитором Кириллом Широковым написал несколько баллад о море и пиратах на стихи поэта Валерия Скрипникова, которые вошли в цикл «Рассказ подвыпившего бомбардира». Альбом был выпущен в 1998 году на CD фирмой «Extraphone». А ещё через год вышел компакт-диск «Встреча в пути» с песнями в исполнении актёра, на музыку Андрея Иванова и стихи Дмитрия Рубина.
В 2009 году в память о погибшем друге Викторе Резникове записал одну из его последних песен «Всё пустое». Это был музыкальный набросок философского содержания, который Резников исполнял под рояль, а Боярский предложил своим московским друзьям сделать на эту композицию современную аранжировку и записал её в их студии.
В декабре 2019 года к 70-летию Михаила Боярского музыкальная компания «Bomba-Piter inc.» выпустила его новый двойной альбом «Юбилейный», в который вошли неизданные песни артиста. В этом компакт-диске упор был сделан преимущественно на произведения петербургского композитора Сергея Касторского, с которым Боярский дружил и много сотрудничал. Кроме того в пластинку вошли песни и других авторов, которые Боярский записал относительно недавно — «Хлеб солью посолю», «Последний час декабря», «Бона сэра, Наполи», «Чего теперь об этом горевать?», «Единственный дом».
В 2020 году музыкальный продюсер Максим Фёдоров и Олег Грабко (генеральный директор музыкального издательства «Bomba-Piter inc.») выпустили «Антологию песен Михаила Боярского» — полное собрание фонограмм в исполнении артиста за все годы его творческой деятельности. Издание включает 20 альбомов, состоящих из 350 композиций, среди которых как известные шлягеры, так и записи артиста разных лет, которые были впервые опубликованы «Антология песен Михаила Боярского» представлена на интернет-ресурсах «iTunes», «Google Play Музыка», «Яндекс.Музыка» и других. Однако же сам Михаил Сергеевич с возрастом стал довольно критически относиться к своему музыкальному репертуару, о чём заявил в периодической прессе:
Мне какой-то фан прислал все триста песен, которые я записал. Слушать невозможно! Ужас какой! 99 процентов того, что я исполнил, — такой позор и стыд! Но это была, знаете, даже не работа, а просто процесс. „Мишка, споёшь?“ — „А давай!“ То есть не было такого к себе отношения: так, нет, это лишнее; а вот тут я подумаю... Это сейчас я позволяю себе такую роскошь. А раньше просто жрал всё подряд, как корова на лугу. Что одуванчик, что василёк сожрать — а на выходе одно и то же.

## Общественная деятельность

### На региональном уровне
В 2003 году поддерживал Валентину Матвиенко во время предвыборной кампании по выборам губернатора Санкт-Петербурга. Неоднократно выступал в поддержку проекта строительства небоскрёба Газпром-сити (c 2007 года — «Охта-центр»). Снимался в рекламных роликах этого проекта. В 2009 году выступил с открытым письмом к президенту Дмитрию Медведеву за строительство «Охта-центра». В то же время многие жители города активно выступали против проекта, и в декабре 2010 года решение об его сооружении на историческом Охтинском мысу было отменено.
Панегириком Г. С. Полтавченко стал его отзыв об отчёте губернатора 2013 года: «За штурвалом стоит настоящий вожак, за штурвалом нашего города. Это истинный петербуржец, влюблённый в город, удивительно трудоспособный, который коснулся всех проблем нашего города, который компетентен во всех слоях наших проблем…».

### На федеральном уровне
На президентских выборах 1996 года агитировал за Бориса Ельцина, участвуя в программе «Голосуй, или проиграешь». В 2001 году подписал письмо в защиту телеканала НТВ.

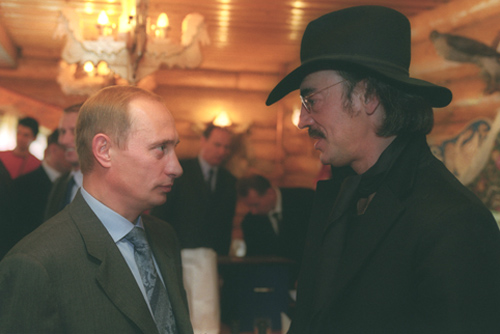
Михаил Боярский и Владимир Путин,
7 октября 2000 года

Поддерживает политику, проводимую Президентами Владимиром Путиным и Дмитрием Медведевым. В частности, приписывает В. В. Путину открытие границ страны в начале 1990-х годов:
К. Ларина: — Это не Путин открыл границы, извините.

 М. Боярский: — А кто же это сделал? 

 К. Ларина: — Границы? По-моему, у нас, всё-таки, границы открыты были после 1990 года. 

 М. Боярский: — Так вот и считайте, что с этого времени он уже начал оказывать влияние на это… 

 К. Ларина: — Владимир Путин? 

 М. Боярский: — Владимир Владимирович, да. И теперь стало возможно обучение в любой стране…— Интервью на радиостанции «Эхо Москвы», программа «Дифирамб»
По собственному признанию, является консерватором и сторонником монархии, противником коммунистических взглядов.
…я целиком и полностью за Путина, за его преемника, за то, чтобы так развивалась страна, как они задумали. Для меня это очень важно, я просто потрясён теми процентами, которыми обладает коммунист Зюганов. Уж сколько можно на грабли наступать, для меня это просто загадочно. Именно поэтому я не смог себе позволить не пойти и не проголосовать за Медведева. Я категорически против любых коммунистических предложений. Вот уж тогда не будет ни Газпрома, ни чего-либо другого, ни катков, ни спорта. Будут хрущёвки, будут взорванные церкви, будет всем поровну. Зюганов большую часть себе заберёт, по номенклатурной привычке. Поэтому я категорически против этого. <…> Надо было запретить эту партию давным-давно.— Интервью на радиостанции «Эхо Москвы», программа «Дифирамб» с Ксенией Лариной, 2008 год
6 февраля 2012 года был официально зарегистрирован как доверенное лицо кандидата в Президенты РФ и действующего премьер-министра Владимира Путина. 
В марте 2014 года Боярский поддержал аннексию Крыма, подписал письмо «Деятели культуры России — в поддержку позиции президента по Украине и Крыму». В августе 2015 года СБУ внесла Боярского в список деятелей культуры, действия которых создают угрозу национальной безопасности Украины.
В сентябре 2016 года стал доверенным лицом партии «Единая Россия» на выборах в Государственную думу VII созыва. В январе 2018 года был зарегистрирован доверенным лицом Владимира Путина на президентских выборах 18 марта 2018 года.
В феврале 2022 года поддержал вторжение России на Украину. 19 октября 2022 года внесён в санкционные списки Украины против лиц, «которые публично призывают к агрессивной войне, оправдывают и признают законной вооружённую агрессию РФ против Украины, оккупацию территории Украины». Санкции предполагают блокировку активов, полное прекращение коммерческих операций, остановку выполнения экономических и финансовых обязательств. С конца марта 2022 года запрещён въезд в Латвию на неопределённый срок, а 3 февраля 2023 года внесён в санкционный список Канады.

### Водитель, нарушитель правил дорожного движения
Автолюбитель с многолетним стажем. Свой первый личный автомобиль — ВАЗ-2101 — Михаил Боярский приобрёл в 1970 году. В дальнейшем неоднократно менял марки автомобилей (ГАЗ-24, Нива, Mercedes-Benz, Chrysler LHS, Chevrolet Captiva, Opel Antara).
В сентябре 2019 года Боярский, который является членом Общественного совета при ГУ МВД России по Санкт-Петербургу и Ленинградской области, в условиях общей нехватки места для парковки нарушил Правила дорожного движения, поставив свой автомобиль марки «Мерседес-Бенц» на стоянку в неположенном месте. Несмотря на то, что за рулём был именно он, в ответ на вопросы журналистов Боярский ответил, что в тот день его не было в данном месте. В результате на водителя было наложено два административных взыскания в виде штрафов на общую сумму 8 тысяч рублей.
В декабре 2019 года Боярского вновь уличили в нарушении ПДД. «Мерседес» с известным номером о022са98 был сфотографирован очевидцами на Невском проспекте, недалеко от Дома актёра. За рулём сидел сам Боярский, а колёса автомобиля залезали на пешеходную зону. К тому же на этом участке Невского проспекта запрещена как стоянка, так и остановка.
2 января 2020 года «Мерседес» Боярского был замечен стоящим на тротуаре возле 31-го дома по набережной реки Мойки. Автомобиль практически полностью перекрыл тротуар для пешеходов.
11 февраля 2020 года Боярский поставил машину на узком тротуаре прямо на мосту, создав тем самым дополнительную преграду для людей с ограниченными возможностями. Боярский вновь вошёл в уже новый, утверждённый 30 декабря 2019 года, Общественный совет при ГУ МВД России по Петербургу и Ленинградской области.
29 февраля 2020 года автомобиль Боярского сфотографировали стоящим прямо на 2-м Зимнем мосту, ставить машину на котором запрещено.

### Прочее

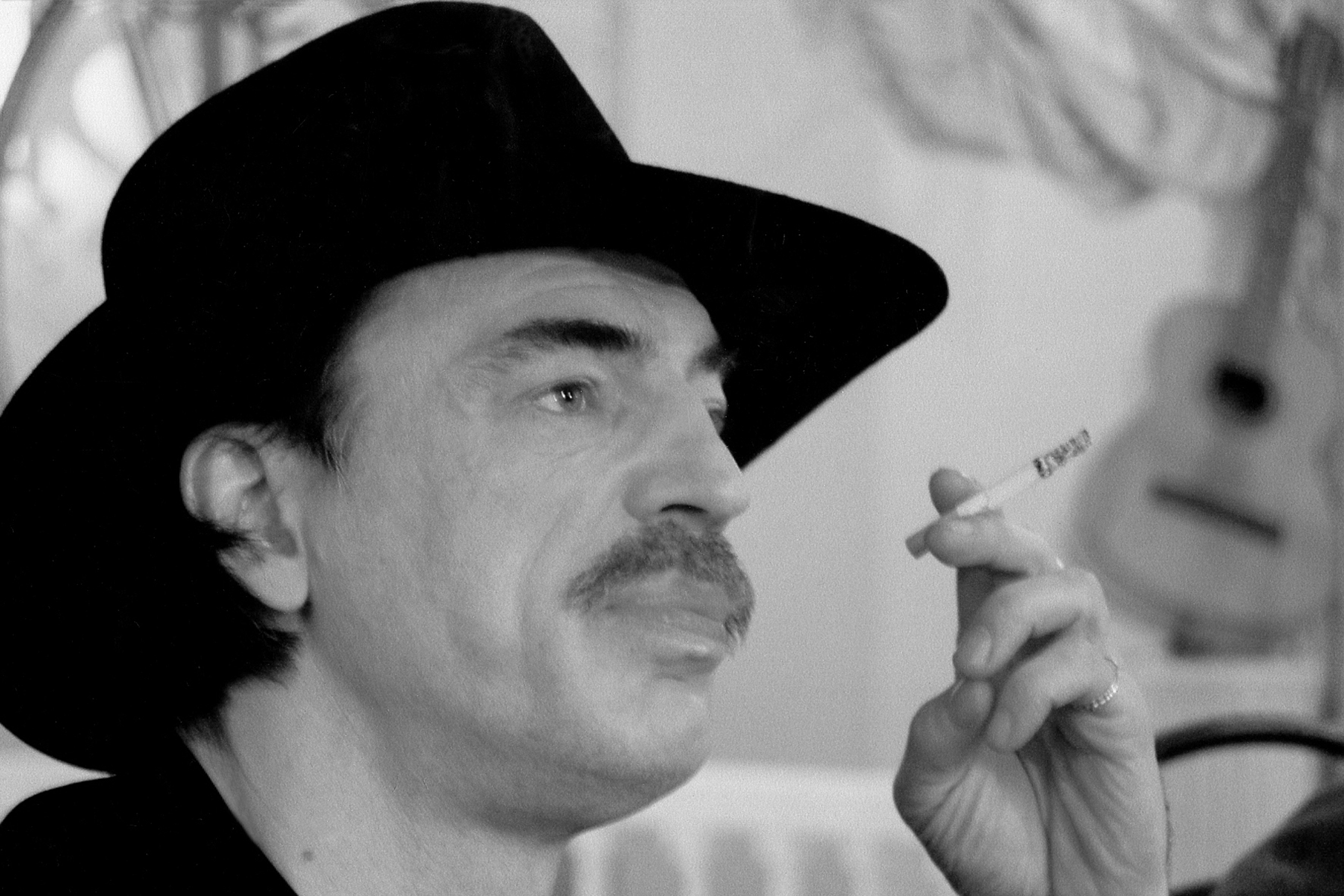

Флаг Общероссийского общественного движения «За права курильщиков»

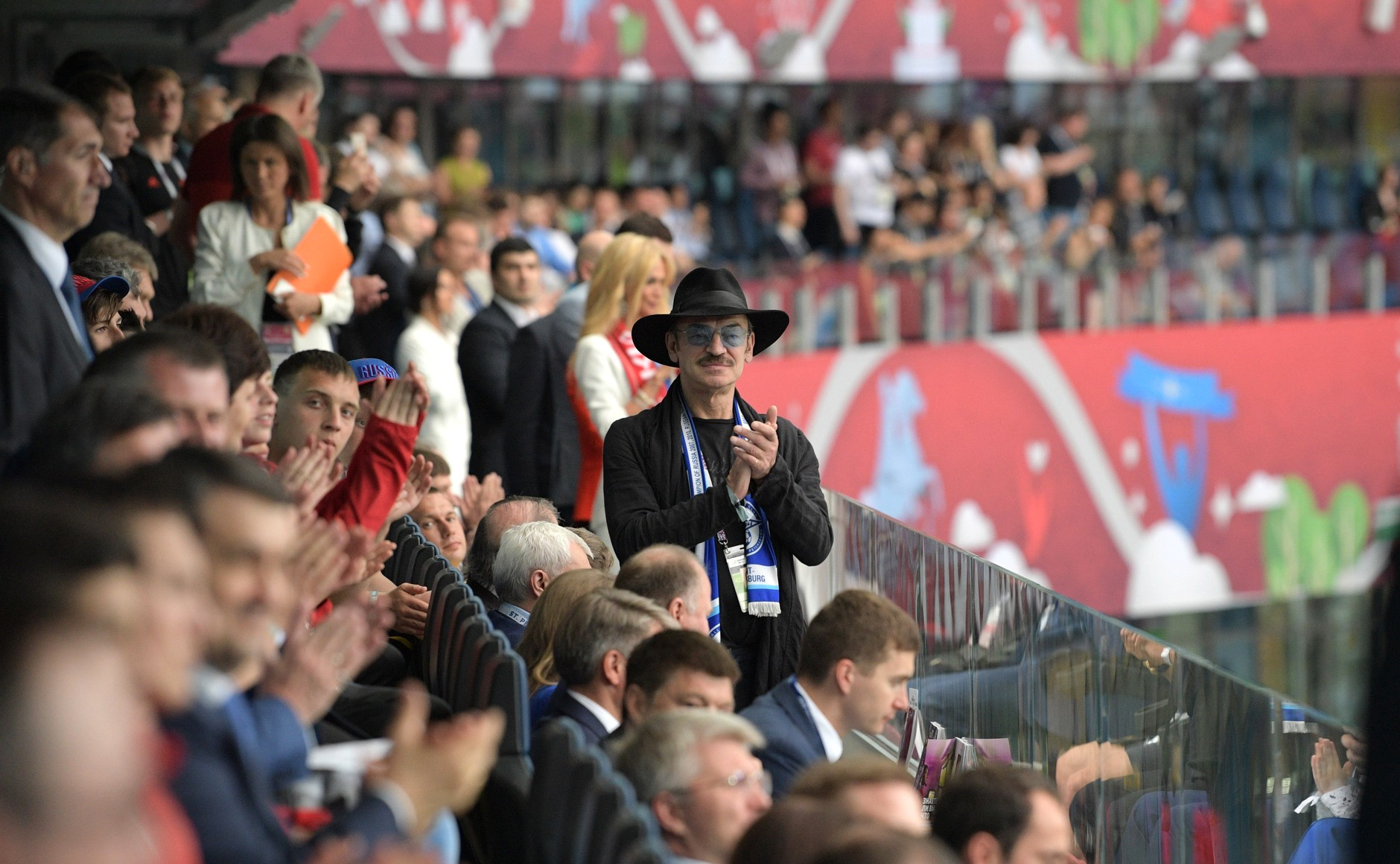
В шарфе «Зенита»
на открытии Кубка конфедераций.
Санкт-Петербург, 17 июня 2017 года

По информации газеты «Известия», М. С. Боярский является табачным лоббистом. Он стал сопредседателем созданного весной 2012 года Общероссийского общественного движения «За права курильщиков», выступающего против закона «Об охране здоровья граждан от воздействия окружающего табачного дыма и последствий потребления табака». Лицом табачного лобби называет М. С. Боярского и член Общественной палаты Максим Мищенко.
В июне 2018 года высказался за повышение пенсионного возраста.
В декабре 2018 в беседе с гендиректором телеканала «Дождь» Натальей Синдеевой высказался за введение цензуры в области кино и театров и за воссоздание худсоветов.
Является болельщиком и почётным президентом футбольного клуба «Зенит». Знаком со многими футболистами, дружит с Анатолием Тимощуком. Член футбольной команды «Старко».

## Семья

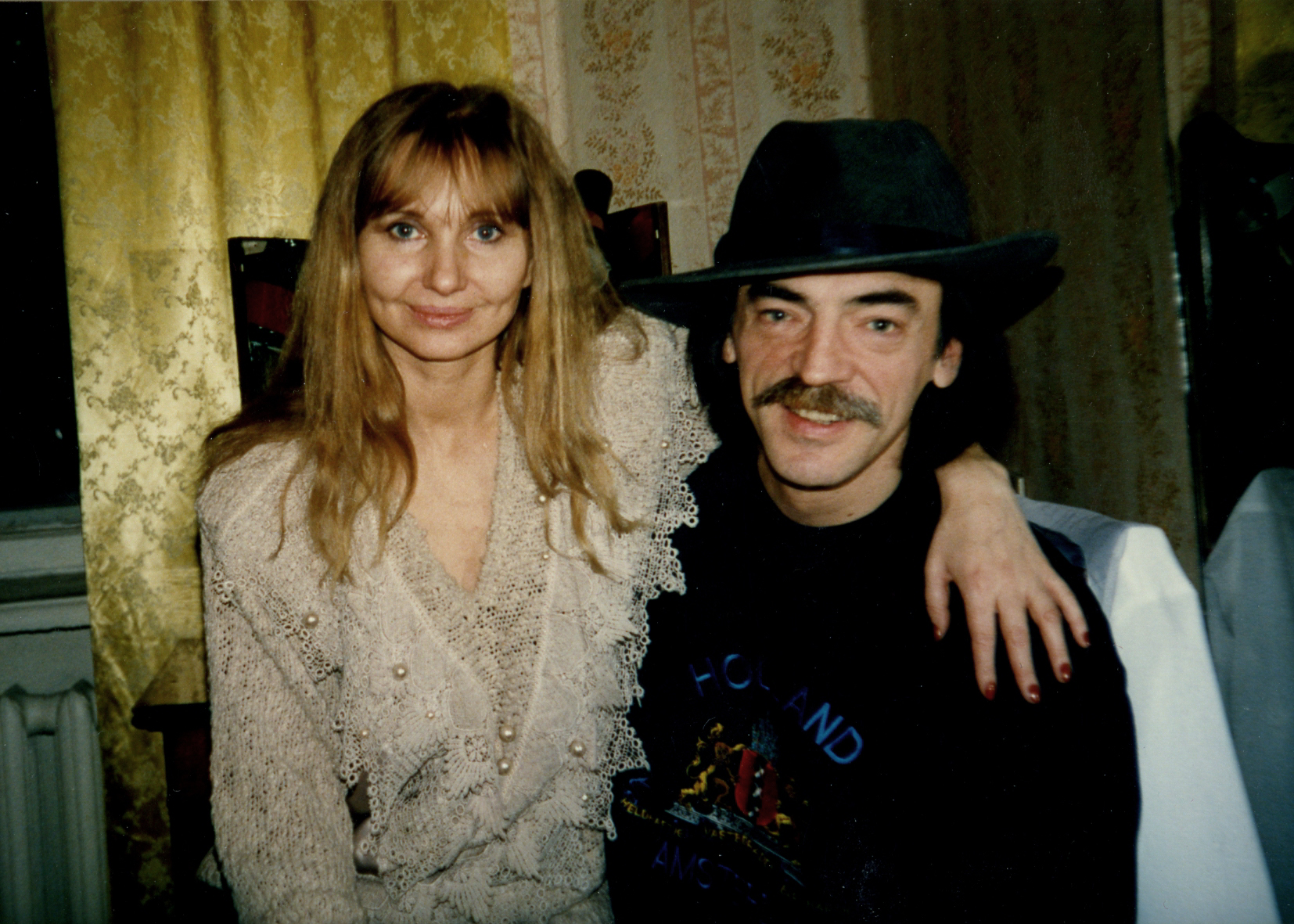
С женой Ларисой Луппиан

Прадед — Иван Иванович Сегенюк, псаломщик, прабабушка — Феликса Венедиктовна Сегенюк (Боярская), из православных дворян, предположительно из харьковской ветви рода Боярских. Двоюродный дед — Иван Иванович Сегенюк, участник Первой мировой войны, затем служил в Красной армии, в 1921 был командиром 8-й батареи воздушной бригады.
Дед — Александр Боярский (1885—1937), протоиерей, бабушка — Екатерина Николаевна Боярская (Бояновская) (1887—1956), дочь директора государственного банка Николая Игнатьевича Бояновского. В 1946—1956 годах преподавала английский и французский языки в Ленинградской духовной академии.
Дяди Алексей Александрович Боярский (1912—1966), актёр, Павел Александрович Боярский, инженер, участник Великой Отечественной войны, Николай Боярский (10 декабря 1922 — 7 октября 1988), актёр, народный артист РСФСР (1977), участник Великой Отечественной войны.
Тётя Лидия Штыкан (26 июня 1922 — 11 июня 1982), народная артистка РСФСР (1967).
Отец Сергей Боярский (31 декабря 1916 — 1 марта 1976), актёр.
Мать Екатерина Михайловна Мелентьева (1920—1992), актриса. Мачеха Эльга Боярская, актриса.
Единокровный брат Александр Боярский (10 июля 1938 — 8 сентября 1980, погиб на гастролях в Болгарии), был актером Рижского русского драматического театра. Жена — Ольга Разумовская, актриса.
Жена (с 1977 года) — Лариса Луппиан (род. 26.01.1953), народная артистка России (1999), с 2019 года —  художественный руководитель Театра Ленсовета. 
- Сын Сергей Боярский (род. 24 января 1980), актёр, депутат Государственной Думы от партии «Единая Россия», музыкант, предприниматель; жена (с 1998 года) — Екатерина Боярская (род. 28.11.1978).
- Дочь Елизавета Боярская (род. 20 декабря 1985), заслуженная артистка России (2018); муж (с 2010 года) — Максим Матвеев (род. 28 июля 1982), заслуженный артист РФ (2018).

|                  |                  |                  |                  |                  |                  |  |  |                   |                   |                   |                   |                   |                   |  |  | Александр Боярский (1885—1937) | Александр Боярский (1885—1937) | Александр Боярский (1885—1937) | Александр Боярский (1885—1937) | Александр Боярский (1885—1937) | Александр Боярский (1885—1937) |  |  | Екатерина Бояновская (1887—1956) | Екатерина Бояновская (1887—1956) | Екатерина Бояновская (1887—1956) | Екатерина Бояновская (1887—1956) | Екатерина Бояновская (1887—1956) | Екатерина Бояновская (1887—1956) |  |  |                                |                                |                                |                                |                                |                                |  |  |                              |                              |                              |                              |                              |                              |
|                  |                  |                  |                  |                  |                  |  |  |                   |                   |                   |                   |                   |                   |  |  | Александр Боярский (1885—1937) | Александр Боярский (1885—1937) | Александр Боярский (1885—1937) | Александр Боярский (1885—1937) | Александр Боярский (1885—1937) | Александр Боярский (1885—1937) |  |  | Екатерина Бояновская (1887—1956) | Екатерина Бояновская (1887—1956) | Екатерина Бояновская (1887—1956) | Екатерина Бояновская (1887—1956) | Екатерина Бояновская (1887—1956) | Екатерина Бояновская (1887—1956) |  |  |                                |                                |                                |                                |                                |                                |  |  |                              |                              |                              |                              |                              |                              |
|                  |                  |                  |                  |                  |                  |  |  |                   |                   |                   |                   |                   |                   |  |  |                                |                                |                                |                                |                                |                                |  |  |                                  |                                  |                                  |                                  |                                  |                                  |  |  |                                |                                |                                |                                |                                |                                |  |  |                              |                              |                              |                              |                              |                              |
|                  |                  |                  |                  |                  |                  |  |  |                   |                   |                   |                   |                   |                   |  |  |                                |                                |                                |                                |                                |                                |  |  |                                  |                                  |                                  |                                  |                                  |                                  |  |  |                                |                                |                                |                                |                                |                                |  |  |                              |                              |                              |                              |                              |                              |
| Алексей Боярский | Алексей Боярский | Алексей Боярский | Алексей Боярский | Алексей Боярский | Алексей Боярский |  |  | Павел Боярский    | Павел Боярский    | Павел Боярский    | Павел Боярский    | Павел Боярский    | Павел Боярский    |  |  | Сергей Боярский (1916—1976)    | Сергей Боярский (1916—1976)    | Сергей Боярский (1916—1976)    | Сергей Боярский (1916—1976)    | Сергей Боярский (1916—1976)    | Сергей Боярский (1916—1976)    |  |  | Екатерина Мелентьева (1920—1992) | Екатерина Мелентьева (1920—1992) | Екатерина Мелентьева (1920—1992) | Екатерина Мелентьева (1920—1992) | Екатерина Мелентьева (1920—1992) | Екатерина Мелентьева (1920—1992) |  |  | Николай Боярский (1922—1988)   | Николай Боярский (1922—1988)   | Николай Боярский (1922—1988)   | Николай Боярский (1922—1988)   | Николай Боярский (1922—1988)   | Николай Боярский (1922—1988)   |  |  | Лидия Штыкан (1922—1982)     | Лидия Штыкан (1922—1982)     | Лидия Штыкан (1922—1982)     | Лидия Штыкан (1922—1982)     | Лидия Штыкан (1922—1982)     | Лидия Штыкан (1922—1982)     |
| Алексей Боярский | Алексей Боярский | Алексей Боярский | Алексей Боярский | Алексей Боярский | Алексей Боярский |  |  | Павел Боярский    | Павел Боярский    | Павел Боярский    | Павел Боярский    | Павел Боярский    | Павел Боярский    |  |  | Сергей Боярский (1916—1976)    | Сергей Боярский (1916—1976)    | Сергей Боярский (1916—1976)    | Сергей Боярский (1916—1976)    | Сергей Боярский (1916—1976)    | Сергей Боярский (1916—1976)    |  |  | Екатерина Мелентьева (1920—1992) | Екатерина Мелентьева (1920—1992) | Екатерина Мелентьева (1920—1992) | Екатерина Мелентьева (1920—1992) | Екатерина Мелентьева (1920—1992) | Екатерина Мелентьева (1920—1992) |  |  | Николай Боярский (1922—1988)   | Николай Боярский (1922—1988)   | Николай Боярский (1922—1988)   | Николай Боярский (1922—1988)   | Николай Боярский (1922—1988)   | Николай Боярский (1922—1988)   |  |  | Лидия Штыкан (1922—1982)     | Лидия Штыкан (1922—1982)     | Лидия Штыкан (1922—1982)     | Лидия Штыкан (1922—1982)     | Лидия Штыкан (1922—1982)     | Лидия Штыкан (1922—1982)     |
|                  |                  |                  |                  |                  |                  |  |  |                   |                   |                   |                   |                   |                   |  |  |                                |                                |                                |                                |                                |                                |  |  |                                  |                                  |                                  |                                  |                                  |                                  |  |  |                                |                                |                                |                                |                                |                                |  |  |                              |                              |                              |                              |                              |                              |
|                  |                  |                  |                  |                  |                  |  |  |                   |                   |                   |                   |                   |                   |  |  |                                |                                |                                |                                |                                |                                |  |  |                                  |                                  |                                  |                                  |                                  |                                  |  |  |                                |                                |                                |                                |                                |                                |  |  |                              |                              |                              |                              |                              |                              |
|                  |                  |                  |                  |                  |                  |  |  | Ольга Разумовская | Ольга Разумовская | Ольга Разумовская | Ольга Разумовская | Ольга Разумовская | Ольга Разумовская |  |  | Александр Боярский (1938—1980) | Александр Боярский (1938—1980) | Александр Боярский (1938—1980) | Александр Боярский (1938—1980) | Александр Боярский (1938—1980) | Александр Боярский (1938—1980) |  |  | Михаил Боярский (род. 1949)      | Михаил Боярский (род. 1949)      | Михаил Боярский (род. 1949)      | Михаил Боярский (род. 1949)      | Михаил Боярский (род. 1949)      | Михаил Боярский (род. 1949)      |  |  | Лариса Луппиан (род. 1953)     | Лариса Луппиан (род. 1953)     | Лариса Луппиан (род. 1953)     | Лариса Луппиан (род. 1953)     | Лариса Луппиан (род. 1953)     | Лариса Луппиан (род. 1953)     |  |  | Екатерина Боярская           | Екатерина Боярская           | Екатерина Боярская           | Екатерина Боярская           | Екатерина Боярская           | Екатерина Боярская           |
|                  |                  |                  |                  |                  |                  |  |  | Ольга Разумовская | Ольга Разумовская | Ольга Разумовская | Ольга Разумовская | Ольга Разумовская | Ольга Разумовская |  |  | Александр Боярский (1938—1980) | Александр Боярский (1938—1980) | Александр Боярский (1938—1980) | Александр Боярский (1938—1980) | Александр Боярский (1938—1980) | Александр Боярский (1938—1980) |  |  | Михаил Боярский (род. 1949)      | Михаил Боярский (род. 1949)      | Михаил Боярский (род. 1949)      | Михаил Боярский (род. 1949)      | Михаил Боярский (род. 1949)      | Михаил Боярский (род. 1949)      |  |  | Лариса Луппиан (род. 1953)     | Лариса Луппиан (род. 1953)     | Лариса Луппиан (род. 1953)     | Лариса Луппиан (род. 1953)     | Лариса Луппиан (род. 1953)     | Лариса Луппиан (род. 1953)     |  |  | Екатерина Боярская           | Екатерина Боярская           | Екатерина Боярская           | Екатерина Боярская           | Екатерина Боярская           | Екатерина Боярская           |
|                  |                  |                  |                  |                  |                  |  |  |                   |                   |                   |                   |                   |                   |  |  |                                |                                |                                |                                |                                |                                |  |  |                                  |                                  |                                  |                                  |                                  |                                  |  |  |                                |                                |                                |                                |                                |                                |  |  |                              |                              |                              |                              |                              |                              |
|                  |                  |                  |                  |                  |                  |  |  |                   |                   |                   |                   |                   |                   |  |  |                                |                                |                                |                                |                                |                                |  |  |                                  |                                  |                                  |                                  |                                  |                                  |  |  |                                |                                |                                |                                |                                |                                |  |  |                              |                              |                              |                              |                              |                              |
|                  |                  |                  |                  |                  |                  |  |  |                   |                   |                   |                   |                   |                   |  |  | Екатерина Боярская (род. 1978) | Екатерина Боярская (род. 1978) | Екатерина Боярская (род. 1978) | Екатерина Боярская (род. 1978) | Екатерина Боярская (род. 1978) | Екатерина Боярская (род. 1978) |  |  | Сергей Боярский (род. 1980)      | Сергей Боярский (род. 1980)      | Сергей Боярский (род. 1980)      | Сергей Боярский (род. 1980)      | Сергей Боярский (род. 1980)      | Сергей Боярский (род. 1980)      |  |  | Елизавета Боярская (род. 1985) | Елизавета Боярская (род. 1985) | Елизавета Боярская (род. 1985) | Елизавета Боярская (род. 1985) | Елизавета Боярская (род. 1985) | Елизавета Боярская (род. 1985) |  |  | Максим Матвеев (род. 1982)   | Максим Матвеев (род. 1982)   | Максим Матвеев (род. 1982)   | Максим Матвеев (род. 1982)   | Максим Матвеев (род. 1982)   | Максим Матвеев (род. 1982)   |
|                  |                  |                  |                  |                  |                  |  |  |                   |                   |                   |                   |                   |                   |  |  | Екатерина Боярская (род. 1978) | Екатерина Боярская (род. 1978) | Екатерина Боярская (род. 1978) | Екатерина Боярская (род. 1978) | Екатерина Боярская (род. 1978) | Екатерина Боярская (род. 1978) |  |  | Сергей Боярский (род. 1980)      | Сергей Боярский (род. 1980)      | Сергей Боярский (род. 1980)      | Сергей Боярский (род. 1980)      | Сергей Боярский (род. 1980)      | Сергей Боярский (род. 1980)      |  |  | Елизавета Боярская (род. 1985) | Елизавета Боярская (род. 1985) | Елизавета Боярская (род. 1985) | Елизавета Боярская (род. 1985) | Елизавета Боярская (род. 1985) | Елизавета Боярская (род. 1985) |  |  | Максим Матвеев (род. 1982)   | Максим Матвеев (род. 1982)   | Максим Матвеев (род. 1982)   | Максим Матвеев (род. 1982)   | Максим Матвеев (род. 1982)   | Максим Матвеев (род. 1982)   |
|                  |                  |                  |                  |                  |                  |  |  |                   |                   |                   |                   |                   |                   |  |  |                                |                                |                                |                                |                                |                                |  |  |                                  |                                  |                                  |                                  |                                  |                                  |  |  |                                |                                |                                |                                |                                |                                |  |  |                              |                              |                              |                              |                              |                              |
|                  |                  |                  |                  |                  |                  |  |  |                   |                   |                   |                   |                   |                   |  |  |                                |                                |                                |                                |                                |                                |  |  |                                  |                                  |                                  |                                  |                                  |                                  |  |  |                                |                                |                                |                                |                                |                                |  |  |                              |                              |                              |                              |                              |                              |
|                  |                  |                  |                  |                  |                  |  |  |                   |                   |                   |                   |                   |                   |  |  | Екатерина Боярская (род. 1998) | Екатерина Боярская (род. 1998) | Екатерина Боярская (род. 1998) | Екатерина Боярская (род. 1998) | Екатерина Боярская (род. 1998) | Екатерина Боярская (род. 1998) |  |  | Александра Боярская (род. 2008)  | Александра Боярская (род. 2008)  | Александра Боярская (род. 2008)  | Александра Боярская (род. 2008)  | Александра Боярская (род. 2008)  | Александра Боярская (род. 2008)  |  |  | Андрей Матвеев (род. 2012)     | Андрей Матвеев (род. 2012)     | Андрей Матвеев (род. 2012)     | Андрей Матвеев (род. 2012)     | Андрей Матвеев (род. 2012)     | Андрей Матвеев (род. 2012)     |  |  | Григорий Матвеев (род. 2018) | Григорий Матвеев (род. 2018) | Григорий Матвеев (род. 2018) | Григорий Матвеев (род. 2018) | Григорий Матвеев (род. 2018) | Григорий Матвеев (род. 2018) |

## Здоровье
Согласно некоторым сообщениям в прессе, будущий актёр родился с «заячьей губой», которая была затем исправлена хирургическим способом, но после этого на верхней губе остался характерный шрам. Чтобы замаскировать этот шрам, во взрослом возрасте отрастил и стал постоянно носить усы. Сам Боярский эту информацию не подтверждает. Однако ещё в 2005 году в интервью изданию «Аргументы и факты» супруга актёра Лариса Луппиан развеяла этот распрастранённый миф: «Кстати, я помню Мишу ещё без усов. Многие считают, что он „завёл“ усы потому, что у него якобы „заячья губа“ или какой-то другой дефект. Но на самом деле всё это чушь. Просто у молодого Миши без усов было совершенно детское и беззащитное выражение лица, и ему хотелось казаться солидней».
Летом 1978 года на  съёмках картины «Д’Артаньян и три мушкетёра» артист получил серьёзную травму, когда снимали сцену Мерлезонского балета в Одесском оперном театре. Это была сцена тройного поединка на шпагах д’Артаньяна, Рошфора (Борис Клюев) и де Жюссака (Владимир Балон). Они должны были скрестить шпаги на лестнице. Когда репетировали, всё шло замечательно, но на съёмках ускорили темп фехтования. И Боярский, сильно замахнувшись клинком, направил шпагу Бориса Клюева прямиком себе в лицо. Она выбила ему зуб и оцарапала горло.
В 1979 году Михаил Боярский попал в автоаварию. Съёмочная группа фильма «Сватовство гусара» ехала по Киевскому шоссе. На 29-м километре пошёл дождь, водитель не справился с управлением и выехал на встречную полосу. Спавший на заднем сиденье Боярский головой выбил лобовое стекло, а затем спиной упал на разделительный барьер. Очнулся только в больнице. Диагноз врачей — сломан крестец и остистые отростки позвоночника. Боярский три месяца провёл в больнице, затем вновь начал ходить.
В 1990 году в начале  съёмок фильма «Мушкетёры двадцать лет спустя» Михаил Сергеевич сломал палец на левой руке, когда сам в кадре заваливал лошадь на бок, как будто она убита. До тех съёмок он заваливал лошадей неоднократно. А здесь вошёл в азарт и не мог остановиться. Уже все дубли были отсняты, всё хорошо получилось, а Боярский повторял ещё и ещё. Ему хотелось всё сделать правдоподобно, чтобы лошадь на него упала, придавила ногу, и он бы лежал и не мог из-под неё выбраться. Наконец, в очередном, уже не нужном дубле зачем-то подставил на землю руку и сломал большой палец. До конца фильма снимался с гипсом, его под перчатку прятали, чтобы не было видно.
В 2008 году на съёмках картины «Тарас Бульба» Михаил Боярский получил сложный перелом двух пальцев на руке, после чего практически перестал выступать на концертах с гитарой, а петь стал под «минусовую» фонограмму.
В молодости Михаил Боярский курил по четыре пачки сигарет в день и сильно пил. После шашлыков с водкой и пивом у Боярского случился острый панкреатит, когда ему исполнилось тридцать пять лет. В результате он чуть не умер, но врачи его спасли, приступы панкреатита повторялись, в результате появился панкреонекроз, что привело в 1994 году к сахарному диабету, от него ухудшилось зрение. С тех пор и по настоящее время актёр вынужден делать себе по четыре-пять уколов инсулина ежедневно, а также вовремя принимать пищу.
В 2023 году Боярский объявил о готовности завершить карьеру по возрасту и здоровью, на котором сказались последствия перенесённого коронавируса. У артиста появилась одышка, проблемы с дыханием и он стал с трудом ходить. По этой причине Михаил Сергеевич стал стараться как можно реже появляться на публике и отказываться от творческой деятельности.
В ноябре 2023 года перенёс инфаркт.
В апреле 2025 года во время репетиции спектакля Михаил Боярский оступился и упал с трёхметровой высоты. Врачи диагностировали у артиста перелом ребра, травму позвоночника и ушиб лёгкого Через несколько дней после госпитализации его выписали из больницы. В связи с произошедшим инцидентом Театр Ленсовета отменил все спектакли с участием Михаила Сергеевича до конца сезона из-за его плохого самочувствия. Боярскому предлагали отдохнуть в санатории, но он отказался.
По сообщениям некоторых СМИ, в июне 2025 года Боярский снова был госпитализирован. Причина госпитализации актёра — сильные боли в ногах: икроножные мышцы у него сводило даже при совершении нескольких шагов. По информации Telegram-канала Mash, 17 июня в ногу Боярского был установлен специальный каркас, который должен был смягчить боли и нормализовать кровообращение. Однако после операции у Михаила Сергеевича развились осложнения — острое почечное кровотечение, забрюшинная гематома и постгеморрагическая анемия тяжёлой степени. На фоне этих осложнений негативно сказался диабет, усугубивший общее состояние пациента. Несмотря на сложности, 23 июня Михаила Боярского выписали из клиники с рекомендацией постоянного медицинского контроля.

## Творчество

### Фильмография
| Год       |     | Название                                                 | Роль |
| --------- | --- | -------------------------------------------------------- | --- |
| 1959      | кор | Спички детям не игрушка                                  | мальчик |
| 1971      | ф   | Держись за облака                                        | конвоир, ведущий на казнь |
| 1973      | ф   | Мосты                                                    | Гицу |
| 1974      | тф  | Соломенная шляпка                                        | Нинарди, итальянский тенор из Болоньи                                                                                              |
| 1975      | тф  | Новогодние приключения Маши и Вити                       | дикий кот Матвей |
| 1975      | ф   | Звезда пленительного счастья                             | декабрист Якубович |
| 1975      | тф  | Старший сын                                              | Семён Парамонович Севостьянов (Сильва)                                                                                             |
| 1976      | ф   | Дикий Гаврила                                            | Геннадий Никольский, дрессировщик                                                                                                  |
| 1976      | ф   | Как Иванушка-дурачок за чудом ходил                      | Фёдор Иванович, конокрад |
| 1976      | ф   | Сентиментальный роман                                    | Акопян |
| 1976      | ф   | Мама                                                     | Волк |
| 1977      | ф   | Лишний день в июне                                       | Сэм Пэнти |
| 1977      | тф  | Собака на сене                                           | Теодоро |
| 1977      | ф   | У нас новенькая                                          | Имя персонажа не указано |
| 1978      | ф   | Городская фантазия                                       | камео |
| 1978      | ф   | Пока безумствует мечта                                   | Джеггер, американский пилот |
| 1978      | мтф | Д’Артаньян и три мушкетёра                               | д’Артаньян |
| 1978      | ф   | Комиссия по расследованию                                | Майорец |
| 1978      | тф  | Полковник Шабер                                          | Годешаль, письмоводитель |
| 1979      | тф  | Сватовство гусара                                        | Налимов |
| 1979      | тф  | А я иду                                                  | камео |
| 1979      | тф  | Бабушки надвое сказали…                                  | камео |
| 1980      | ф   | Олимпийская надежда                                      | камео |
| 1980      | кор | Мокрое дело                                              | камео |
| 1980      | ф   | Путь к медалям                                           | Бартенев, певец |
| 1980      | ф   | Ритмы Олимпиады                                          | камео |
| 1980      | ф   | Экзамен                                                  | экзаменующийся |
| 1981      | кор | Несравненный Наконечников                                | Вадим Эдуардов |
| 1981      | тф  | Отпуск за свой счёт                                      | камео (только в венгерской версии фильма)                                                                                          |
| 1981      | ф   | Затишье                                                  | Стельчинский |
| 1981      | ф   | Куда он денется!                                         | Геннадий Мелентьев, певец |
| 1981      | ф   | Душа                                                     | Вадим Старычев, певец |
| 1982      | ф   | Таможня                                                  | Юрий Хорунжев |
| 1982      | ф   | Лишний билет                                             | Володя |
| 1984      | ф   | Вместе с Дунаевским                                      | камео |
| 1984      | тф  | Пеппи Длинныйчулок                                       | капитан Эфраим Длинныйчулок, отец Пеппи                                                                                            |
| 1984      | ф   | Герой её романа                                          | Ваня Лимонов |
| 1985      | ф   | Витражных дел мастер                                     | камео |
| 1985      | тф  | Золотая рыбка                                            | администратор гостиницы |
| 1985      | ф   | Сезон чудес                                              | камео |
| 1985      | тф  | Гум-гам                                                  | папа Максима |
| 1985      | ф   | Голубые города                                           | камео |
| 1985      | ф   | Ералаш                                                   | камео |
| 1986      | тф  | Выше Радуги                                              | отец Алика Радуги, композитор |
| 1987      | мтф | Гардемарины, вперёд!                                     | шевалье де Брильи |
| 1987      | ф   | Человек с бульвара Капуцинов                             | Чёрный Джек |
| 1988      | ф   | Поговорим об этикете                                     | Имя персонажа не указано |
| 1988      | ф   | Узник замка Иф                                           | Фернан де Морсер |
| 1989      | тф  | Дон Сезар де Базан                                       | дон Сезар де Базан |
| 1989      | ф   | Искусство жить в Одессе                                  | гипнотизёр |
| 1991      | ф   | Виват, гардемарины!                                      | шевалье де Брильи |
| 1991      | ф   | Чокнутые                                                 | Николай I |
| 1992      | мтф | Мушкетёры двадцать лет спустя                            | д’Артаньян |
| 1992      | ф   | Тартюф                                                   | Тартюф |
| 1993      | тф  | Тайна королевы Анны, или Мушкетёры тридцать лет спустя   | д’Артаньян |
| 1995      | ф   | Клюква в сахаре                                          | Алексей Мещеряков |
| 1996      | с   | Королева Марго                                           | Морвель |
| 1998      | с   | Зал ожидания                                             | Виктор Селезнёв |
| 1998      | с   | Улицы разбитых фонарей                                   | камео |
| 1999      | ф   | Плачу вперёд!                                            | Михаил Распятов |
| 2001      | с   | Ключи от смерти                                          | телемагнат Эльпин |
| 2002      | тф  | Интимная жизнь                                           | Ноэль |
| 2003      | с   | Идиот                                                    | поручик Келлер |
| 2003      | с   | В городке (№35 «День семьи»)                             | камео |
| 2004—2005 | с   | Осторожно, Задов!                                        | певец (первый сезон: пятая серия) / брат Антонины Максимовны (второй сезон: вторая серия) / психиатр (второй сезон: седьмая серия) |
| 2004      | ф   | Новогодние мужчины                                       | Колыманов |
| 2005      | ф   | Счастливый                                               | Борисыч |
| 2006      | ф   | Вы не оставите меня                                      | Евгений Андреевич, папа Верочки |
| 2007      | ф   | Возвращение мушкетёров, или Сокровища кардинала Мазарини | д’Артаньян |
| 2009      | ф   | Тарас Бульба                                             | Мосий Шило |
| 2009      | ф   | Человек с бульвара КапуциноК                             | Чёрный Джек |
| 2011      | с   | Пётр Первый. Завещание                                   | князь Дмитрий Кантемир |
| 2013      | с   | Шерлок Холмс                                             | инспектор Лестрейд |
| 2015      | ф   | Самый лучший день                                        | Геннадий Васютин |
| 2016      | ф   | Петербург. Только по любви                               | шаман |
| 2016      | с   | Чёрная кошка                                             | Игорь Аркадьевич Гаранин |
| 2020      | с   | Нежность                                                 | Валентин |
| 2020      | ф   | Гардемарины 1787. Мир                                    | шевалье де Брильи |
| 2022      | ф   | Золотые соседи                                           | Пётр Петрович, рокер |

### Вокальные партии в фильмах
- 1976 — Труффальдино из Бергамо — Труффальдино
- 1976 — Орех Кракатук
- 1977 — Собака на сене — Теодоро / граф Федерико
- 1978 — Повар и певица
- 1978 — Ярославна, королева Франции
- 1982 — Спортлото-82
- 1988 — Дон Жуан (фильм-спектакль Государственного Центрального театра кукол имени С. В. Образцова) — Дон Жуан

### Озвучивание мультфильмов
- 1975 — Поезд памяти — вокальные партии
- 1976 — Голубой щенок — Пират (речь и вокал)
- 1979 — Летучий корабль — Иван
- 1979 — Очень синяя борода — детектив / Синяя Борода
- 1980 — Разлучённые — Тибул / Туб
- 1999 — Приключения в Изумрудном городе — Трусливый Лев
- 2000 — Новые бременские — Король
- 2011 — Иван Царевич и Серый Волк — Кот учёный
- 2013 — Иван Царевич и Серый Волк 2 — Кот учёный
- 2015 — Иван Царевич и Серый Волк 3 — Кот учёный
- 2019 — Иван Царевич и Серый Волк 4 — Кот учёный
- 2022 — Иван Царевич и Серый Волк 5 — Кот учёный
- 2024 — Иван Царевич и Серый Волк 6 — Кот учёный

### Дубляж
- 1986 — Ико — отважный жеребёнок — конюх по прозвищу Долговязый[138]
- 2006 — Сезон охоты — охотник Шо[139][140][141]
- 2010 — Как приручить дракона — викинг Плевака[142][143]
- 2014 — Как приручить дракона 2 — викинг Плевака[144][145]
- 2019 — Как приручить дракона 3 — викинг Плевака

### Мюзиклы с участием М. Боярского, выпущенные на фирме «Мелодия»
- 1980 — «Хоттабыч» (композитор Г. Гладков) — Хоттабыч
- 1982 — «Свадьба Кречинского» (композитор А. Колкер) — Кречинский
- 1983 — «Три мушкетёра» (композитор М. Дунаевский) — д’Артаньян
- 1984 — «Пеппи Длинныйчулок» (композитор В. Дашкевич) — Отец Пеппи
- 1985 — «Стадион» (композитор А. Градский) — Хам
- 1986 — «Овод» (композитор А. Колкер), спектакль Ленинградского государственного театра имени Ленинского комсомола — Риварес[146][147][148]

### Сольные альбомы, выпущенные на фирме «Мелодия»
- 1983 — «Городские цветы» (винил)
- 1984 — «Большая медведица» (винил)
- 1986 — «Лунное кино» («Михаил Боярский поёт песни Юрия Чернавского») (винил)
- 1986 — «Дискоклуб-16» (винил)[31]

### Сольные компакт-диски
- 1994 — «Дорога домой» (CD)
- 1995 — «Мои лучшие песни» (2 CD)
- 1997 — «Сильвер» (М. Боярский и группа «Сильвер», CD)
- 1998 — «Рассказ подвыпившего бомбардира» (CD)
- 1999 — «Встреча в пути» (CD)
- 2000 — «Grand Collection» (сборник, CD)
- 2000 — «Актёр и Песня» (сборник, CD)
- 2003 — «Долгий путь» (CD)
- 2003 — «Графский переулок» (CD)
- 2009 — «Золотая коллекция. Лучшие песни, часть первая» (сборник, CD)
- 2009 — «Золотая коллекция. Лучшие песни, часть вторая» (сборник, CD)
- 2009 — «Избранное» (сборник, CD)[147][148]
- 2010 — «Лучшие песни» (54 песни в формате Mp3)
- 2019 — «Юбилейный» (к 70-летию Михаила Боярского) (2 CD)[71]

### Спектакли
Роли в Санкт-Петербургском театре «Бенефис»
- Ноэль («Интимная жизнь»)

Роли в «Театре Ленсовета»

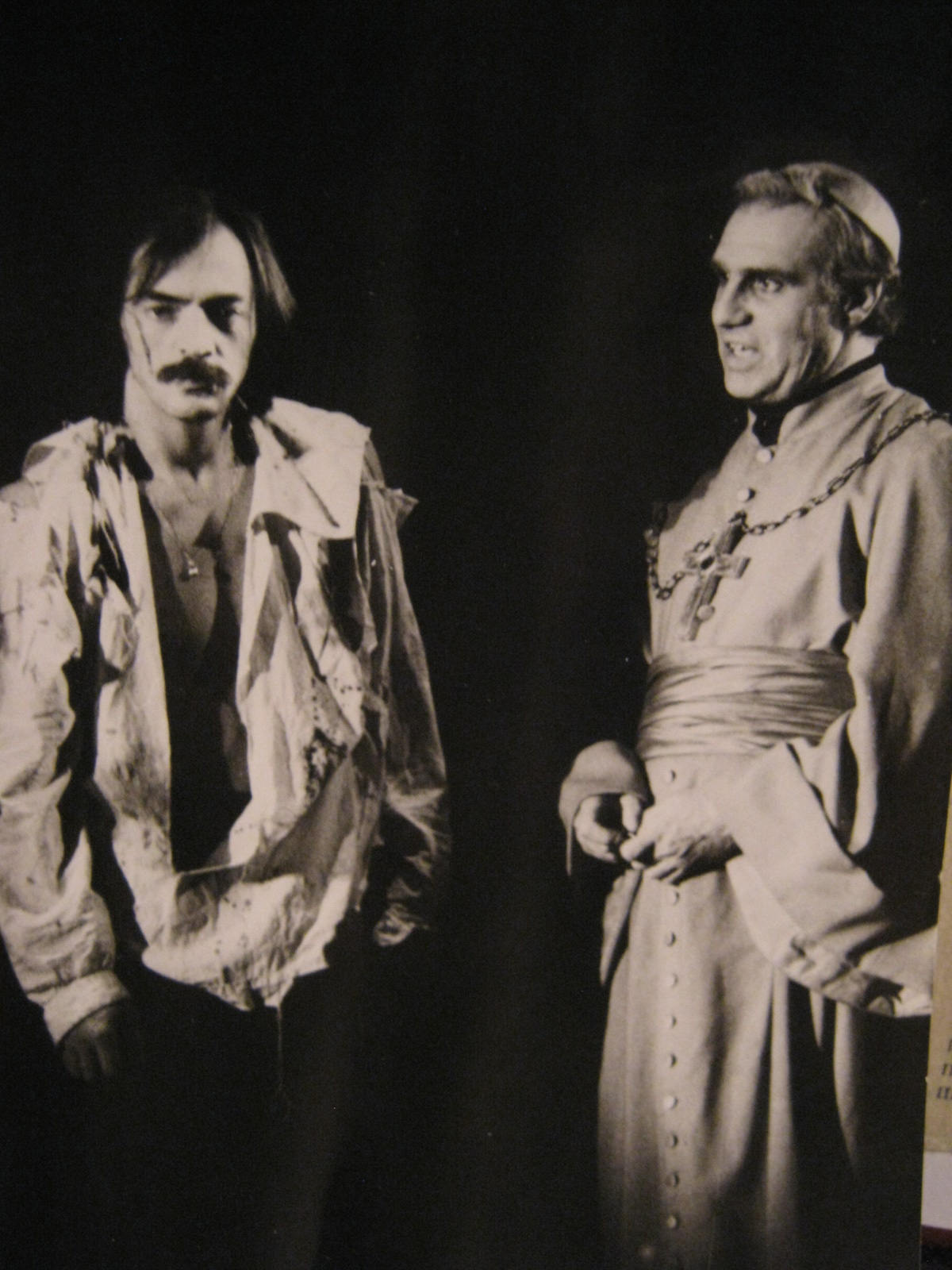
В спектакле «Овод», 1985 год

- Луис де Карраскиль («Дульсинея Тобосская» А. М. Володина)
- 4 роли в спектакле «Люди и страсти» (по произв. классиков нем. драматургии)
- Трубадур («Трубадур и его друзья» («Бременские музыканты») В. Б. Ливанова и Ю. С. Энтина)
- Педро («Интервью в Буэнос-Айресе» Г. А. Боровика)
- Советник («Снежная королева» Е. Л. Шварца)
- Роберт Уэстерби («Миссис Пайпер ведёт следствие» Дж. Поплуэлла)[149]
- Борис («Спешите делать добро» М. М. Рощина)
- Осман («Станция» Н. Хикмета)
- Денис Леонидович, Кирилл Леньков («Нечаянный свидетель (Воспоминание)», «Победительница» А. Н. Арбузова)
- Веткин («Рояль в открытом море» по роману Л. С. Соболева «Капитальный ремонт»)
- Мэкки-нож («Трёхгрошовая опера» Б. Брехта и К. Вайля)
- Альберто («Человек и джентльмен» Э. Де Филиппо)
- Герман Льюис («Смешанные чувства») (премьера спектакля состоялась в 2009 г., к 60-летию М. Боярского)

### Телеспектакли Ленинградского телевидения
- 1977 — «Лишний день в июне» — Сэм Пэнти
- 1978 — «Захудалое королевство» — Люцифер[150][151]

### Новогодние телевизионные мюзиклы
- Золотая рыбка (2008) — старик
- Золотой ключик (2009) — папа Карло
- Красная Шапочка (2012) — Король
- Три богатыря (2013) — Д’Артаньян
- Золушка (2018) — начальник стражи

### Телевидение
Михаил Боярский был ведущим и участником следующих программ на телевидении:

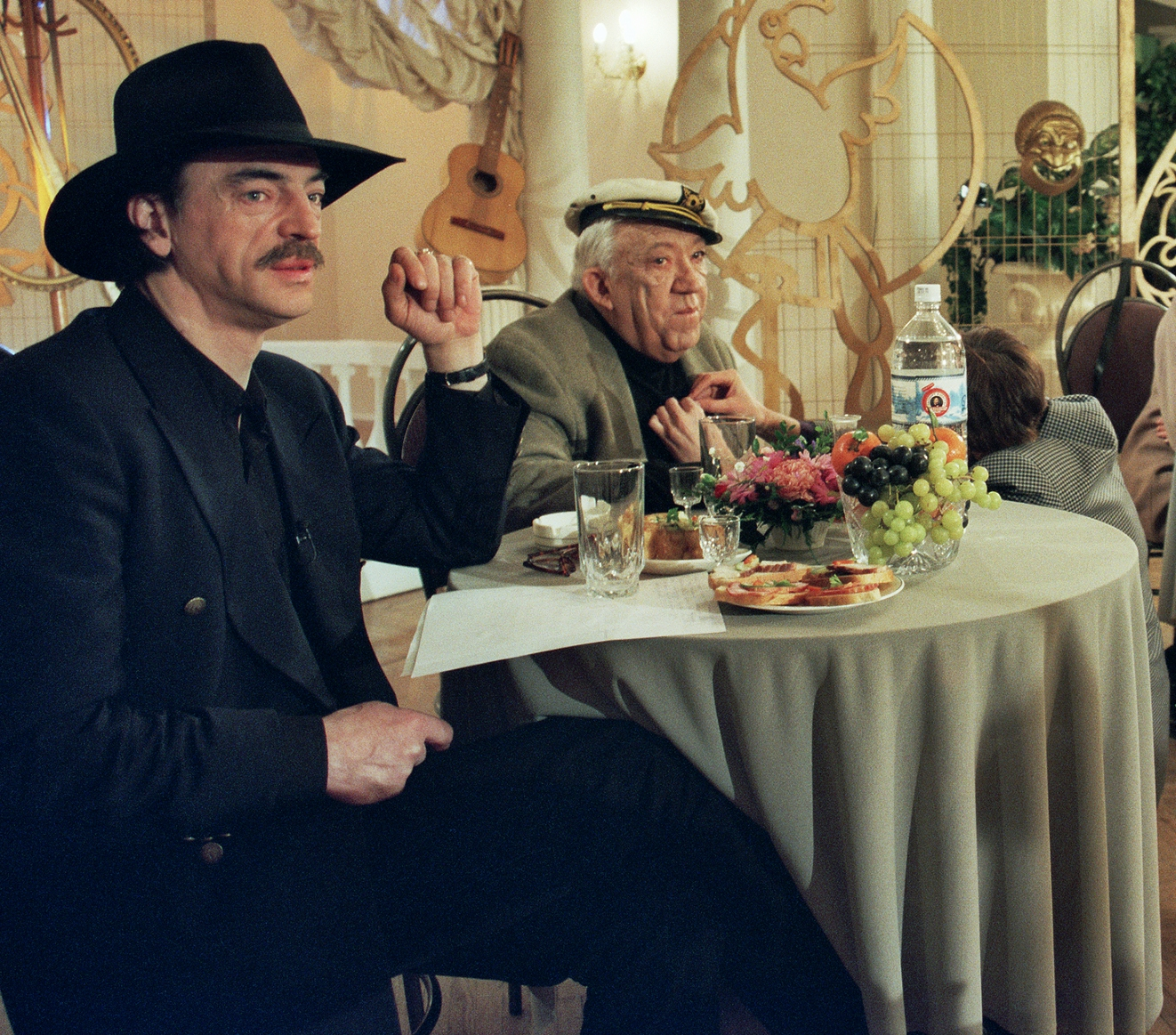
Михаил Боярский и Юрий Никулин на съёмках передачи «Белый попугай»

- Клуб «Белый попугай» — ОРТ, РТР, REN TV (1993—2001).
- Домино — РТР (1994—1997).
- Боярский двор — Культура (1997—1998).
- Летний вечер — Первый канал (2004).
- Две звезды — Первый канал (участник, 2006).
- Фабрика звёзд — Первый канал (педагог по вокалу, 2007).
- Музыкальный ринг — «НТВ» (2010—2011)[152].
- Точь-в-точь — Первый канал (член жюри, 2014—2017, 2021, 2024).
- Минута славы — Первый канал (2017).
- Моё советское — Пятый канал (2017).
- Голос. 60+ — Первый канал (наставник, 2019).

## Награды

### Награды и почётные звания Российской Федерации

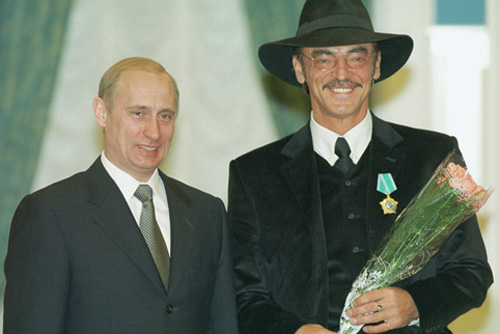
Награждение Орденом Дружбы
22 января 2002 года

- Орден «За заслуги перед Отечеством» I степени (26 декабря 2024 года) — за большой вклад в развитие отечественной культуры и искусства, многолетнюю плодотворную творческую деятельность[153].
- Орден «За заслуги перед Отечеством» IV степени (25 декабря 2009 года) — за большой вклад в развитие отечественного театрального и кинематографического искусства[154].
- Орден Почёта (21 сентября 2020 года) — за большой вклад в развитие отечественной культуры и искусства, многолетнюю плодотворную деятельность[155].
- Орден Дружбы (19 июля 2001 года) — за многолетнюю плодотворную деятельность в области культуры и искусства, большой вклад в укрепление дружбы и сотрудничества между народами[156].
- Медаль «В память 300-летия Санкт-Петербурга» (2003 год)[157][158].
- Заслуженный артист РСФСР (26 ноября 1984 года)[159].
- Народный артист РСФСР (18 декабря 1990 года)[160].

### Прочие награды
- Почётный знак «Честь и слава Санкт-Петербурга» (2024 год)[161].
- Почётный знак «За заслуги перед Санкт-Петербургом» (2019 год)[162].
- Орден Почёта (25 октября 2011 года, Молдова) — в знак высокого признания особых заслуг в развитии молдо-российского сотрудничества в области культуры и за талантливое воплощение художественных образов молдавского господаря Дмитрия Кантемира и княжны Марии Кантемир в фильме «Пётр Первый. Завещание».[163][164]